# Emircan Emes Yildirim
Emircan Emes Yildirim (* 1998 in Berlin) ist ein deutscher Schauspieler.

## Leben
Emircan Emes Yildirim hat türkische und aserbaidschanische Wurzeln. Er ist in Berlin geboren, aufgewachsen und zur Schule gegangen.
Yildirim besuchte das Ernst-Abbe-Gymnasium, das er 2019 mit seinem Abitur abschloss.

## Filmografie (Auswahl)
- 2021: Ein nasser Hund